# 得能正太郎
得能正太郎（日语：／ Tokunō Shōtarō，1985年2月15日—），日本漫畫家、插畫家。男性。O型血。娛樂媒體綜合學院遊戲圖形專科畢業。

## 來歷、人物
居住於東京都。
高中時期，在講談社名校函授課程學習期間，他開始向《季刊S》等雜誌投稿自己的畫作。高中3年級時，他考慮考上多摩美術大學，並參加了兩次入學考試，中間還花了一年時間備考，但都沒有成功，而是考入了娛樂媒體綜合學院。他於2004年開始繪製插畫，2006年在一家遊戲公司找到了一份工作，但於2008年離職並成為自由工作者。
之後，在同人活動中，他被邀請於2009年至2012年在WANI BOOKS的月刊雜誌《Comic Gum》上連載《樹影斑駁之國》。2013年至2021年，《NEW GAME！》在芳文社的月刊《Manga Time Kirara Carat》上連載，大獲成功，也被改編成動畫。他也參與名為「Vision」的同人圈活動。
在連載《樹影斑駁之國》時，他開始觀看動畫，最喜歡的是光之美少女系列。在繪製作品時，他特別注意人物的臉部表情。他將自己想像成其作品的讀者，並始終在思考在哪裡可以找到與自己價值觀相符的觀眾。

## 作品列表

### 漫畫作品

#### 連載
- 樹影斑駁之國（日语：こもれびの国）（《Comic Gum》2009年—2012年8月號）
- NEW GAME！（《Manga Time Kirara Carat》2013年3月號—5月號、7月號—2021年10月號[6]）
- IDOL×IDOL STORY！偶像生存戰（《COMIC FUZ（日语：COMIC FUZ）》2022年8月25日[7]—連載中）

#### 短篇
- （《艦隊Collection -艦Colle- 漫畫選集 吳鎮守府篇》2013年）—《艦隊Collection -艦Colle-》選集投稿[8]。
- 《櫻Trick》選集投稿（原作：Tachi，《櫻Trick 漫畫選集 vol.1》2014年）[9]
- 《黃金拼圖 漫畫選集》第2冊（2015年）封底4格漫畫[10]

### 插圖
- 箱子中的天國與地獄（著：矢野龍王，〈講談社小說（日语：講談社ノベルス）〉，2006年）
- 銀月之書（日语：銀月のソルトレージュ）（著：枯野瑛，〈富士見Fantasia文庫〉，2006年—2008年）
- （著：矢野龍王，〈講談社小說〉，2007年）
- （著：葛西伸哉，〈GA文庫〉，2008年）
- （著：森野一角，〈一迅社文庫〉，2009年）
- （著：久遠馨，〈幻狼奇幻小說（日语：幻狼ファンタジアノベルス）〉，2009年）
- （著：卑影紫，〈幻狼奇幻小說〉，2010年）
- 那樣又如何呢（著：赤井紅介，〈Super Dash文庫〉，2010年—2011年）
- 亂☆戀 婚約者有16人!?（著：舞阪洸，〈富士見Fantasia文庫〉，2010年—2012年）
- （著：小河正岳，〈電擊文庫〉，2012年）
- （著：大井雄紀，監修：北澤慶（日语：北沢慶），〈富士見Fantasia文庫〉，2012年）
- YUYU式 故事漫畫選集 1（2013年）[11]
- 《羞羞女的戀愛考驗》廣播劇CD應援插圖（2014年）[12]
- 請問您今天要來點兔子嗎？ 漫畫選集 1（2014年）特別插圖[13]
- 虛擬YouTuber 電腦少女小白 官方漫畫選集 ～Pie in☆Show篇～（2018年）封面插圖
- 天使降臨到我身邊！（電視動畫，2019年）第7話片尾插圖
- 《街角魔族》電視動畫化紀念應援信（《Manga Time Kirara Carat》2019年10月號）[14]
- 戀愛中的小行星（電視動畫，2020年）第11話片尾插圖

### 書籍

#### 漫畫單行本
- 《樹影斑駁之國（日语：こもれびの国）》，WANI BOOKS（日语：ワニブックス）〈Gum Comics〉2010年—2012年，全4冊
- 《NEW GAME！》，芳文社〈Manga Time KR Comics〉2014年—2021年[6]，全13冊，A5尺寸
  - （完整版）《NEW GAME！ -Complete Edition-》2023年[15]—刊行中，已出版4冊（截至2024年12月26日），B5尺寸
- 《IDOL×IDOL STORY! 偶像生存戰》，芳文社〈芳文社Comics／FUZ Comics〉2023年[16]—刊行中，已出版6冊（截至2024年12月26日）

#### 畫冊
- 《NEW GAME！畫集：FAIRIES STORY》芳文社〈Manga Time KR Comics〉，2016年9月27日發行[17] ISBN 978-4-8322-4752-9
- 《NEW GAME！畫集：NEXT GAME!!》芳文社〈Manga Time KR Comics〉，2021年9月27日發行 ISBN 978-4-8322-7312-2

### 其它
- NEW GAME！（電視動畫，2016年）第9話編劇
- NEW GAME!!（電視動畫，2017年）第5話編劇
- 閃耀幻想曲（遊戲，2017年）人物設定、劇本、監修
- （虛擬YouTuber組合，2019年）人物設定[18]
- （Hige Driver（日语：ヒゲドライバー）專輯，2020年）封套插圖[19]
- 黃金拼圖Thank you!!（電影動畫，2021年）應援評論[20]

## 腳註

## 外部連結
- （日語）
- 得能正太郎的X（前Twitter） （日語）
- 得能正太郎的pixiv （日語）